# Mihail Barîșnikov
Mihail Nikolaevici Barîșnikov (în rusă Михаи́л Никола́евич Бары́шников, IPA: [mʲɪxɐˈil bɐ'rɨʂnʲɪkəf], în letonă: Mihails Barišņikovs; n. 27 ianuarie 1948, Riga, Republica Sovietică Socialistă Letonă, URSS) este un dansator, coregraf și actor rus-american de origine letonă. A fost dansatorul clasic masculin proeminent din anii 1970 și 1980. Ulterior a devenit un regizor de dans remarcat.